# Theclinesthes hesperia
Theclinesthes hesperia är en fjärilsart som beskrevs av Atuhiro Sibatani och Roger Grund 1978. Theclinesthes hesperia ingår i släktet Theclinesthes och familjen juvelvingar. Inga underarter finns listade i Catalogue of Life.